# Stephen O’Malley
Stephen O’Malley (ur. 15 lipca 1974) – amerykański gitarzysta z Seattle w stanie Waszyngton. Rozpoczął i był członkiem wielu projektów i zespołów głównie grających doom metal i drone doom. Obecnie jest członkiem zespołów Khanate, Sunn O))) oraz Lotus Eaters. O’Malley jest również grafikiem, projektował okładki albumów i plakaty między innymi dla takich grup jak Earth, Emperor, Zyklon, Boris oraz Probot.

## Współpraca z innymi artystami
Stephen O’Malley w swoich projektach współpracował z wieloma artystami reprezentującymi różne gatunki muzyczne. Najważniejszymi z nich są:
- Greg Anderson – założyciel Southern Lord Records i członek zespołów Sunn O))), Goatsnake i Burning Witch.
- Merzbow – japoński muzyk noise.
- Julian Cope – brytyjski muzyk.
- Joe Preston – członek High on Fire i Thrones (zespół), były członek zespołów Earth i Melvins.
- Attila Csihar – członek Mayhem.
- Lee Dorrian – członek Cathedral i były członek Napalm Death.
- Oren Ambarchi – eksperymentalny gitarzysta z Australii.
- Malefic – członek kalifornijskiej grupy blackmetalowej Xasthur
- Wrest – członek blackmetalowych zespołów Twilight, Leviathan oraz Lurker of Chalice.
- Peter Rehberg – obok Christiana Fennesza główny przedstawiciel wiedeńskiej sceny elektronicznej, założyciel wytwórni Editions Mego

## Dyskografia

### Sunn O)))
- The Grimmrobe Demos (1998)
- ØØ Void (2000)
- Flight of the Behemoth (2002)
- White1 (2003)
- Veils It White (2003)
- The Libations of Samhain (2003)
- Live Action Sampler (2004)
- Live White (2004)
- White2 (2004)
- Cro-Monolithic Remixes for an Iron Age (2004)
- Candlewolf of the Golden Chalice (2005)
- Black One (2005)
- AngelComa (2006)

### Khanate
- Khanate (2001)
- Live WFMU 91.1 (2002)
- No Joy (Remix) (2003)
- Things Viral (2003)
- Let Loose the Lambs (2004)
- KHNT vs. Stockholm (2004)
- Live Aktion Sampler (2004)
- Capture & Release (2005)
- Dead/Live Aktions (2005)
- It's Cold When Birds Fall from the Sky (2005)

### Burning Witch
- Demo 1996 (1996)
- Rift.Canyon.Dreams (1998)
- Towers... (1998)
- Crippled Lucifer (1998)
- Burning Witch/Goatsnake split (2000)
- Burning Witch/Asva split (2004)

### Lotus Eaters
- Alienist on a Pale Horse (2001)
- Four Demonstrations (2001)
- Mind Control for Infants (2002)
- DR-55 (2002)

### Teeth of Lions Rule the Divine
- Rampton (2002)

### Thorr's Hammer
- Dommedagsnatt (1996, 1998)

### Ginnungagap
- 1000% Downer (2004)
- Return to Nothing (2004)
- Remeindre (2005)

### Sarin
- Nihilist (1996)